# Afrowiórka gładka
Afrowiórka gładka (Xerus rutilus) – gatunek ssaka z podrodziny afrowiórek (Xerinae) w rodzinie wiewiórkowatych (Sciuridae).

## Zasięg występowania
Afrowiórka gładka występuje w zależności od podgatunku:
- X. rutilus rutilus – północno-wschodni Sudan i wschodnia Erytrea.
- X. rutilus dabagaia – Somalia i południowa Etiopia.
- X. rutilus dorsalis – zachodnia Kenia, wschodnia Uganda i południowo-wschodni Sudan.
- X. rutilus intensus – Etiopia, tam gdzie nie występuje podgatunek stephanicus.
- X. rutilus massaicus – południowa Kenia (Masai Mara).
- X. rutilus rufifrons – północna Kenia (północna Ewaso Ng’iro).
- X. rutilus saturatus – południowo-wschodnia Kenia i północno-wschodnia Tanzania.
- X. rutilus stephanicus – wschodnia Etiopia, Somalia i północno-wschodnia Kenia.

Zapisy dotyczące Dżibuti nie są przypisane do konkretnego podgatunku.

## Systematyka
Gatunek po raz pierwszy naukowo opisał w 1828 roku niemiecki zoolog Philipp Jakob Cretzschmar nadając mu nazwę Sciurus rutilus. Jako miejsce typowe odłowu holotypu Cretzschmar wskazał „wschodnie zbocza Abisynii” (obecnie Etiopia). Jedyny żyjący współcześnie przedstawiciel rodzaju afrowiórka (Xerus) opisanego w 1833 roku przez niemieckich zoologów Friedricha Wilhelma Hempricha i Christiana Gottfrieda Ehrenberga.

### Etymologia
- Xerus: gr. ξηρος xēros „suchy ląd, suchy (bez wody)”[9].
- rutilus: łac. rutilus „złoty, czerwony, kasztanowy”[10].

## Morfologia
Długość ciała (bez ogona) 226–269 mm, długość ogona 182–203 mm; masa ciała 152–369 g.